# On Frail Wings of Vanity and Wax
On Frail Wings of Vanity and Wax – pierwszy album studyjny post-hardcore'owego zespołu Alesana. Został wydany 6 czerwca 2006 roku przez wytwórnię Tragic Hero Records, natomiast reedycja albumu ukazała się w marcu 2007 pod szyldem Fearless Records.
Zawiera wiele analogii do mitologii greckiej i czasów starożytnych, a sam tytuł (Na słabych, woskowych skrzydłach próżności) nawiązuje do mitu o Ikarze, który utopił się, gdy słońce stopiło woskowe wiązania jego skrzydeł.

## Lista utworów
| Nr  | Tytuł                              | Długość |
| --- | ---------------------------------- | ------- |
| 1.  | "Icarus"                           | 1:00    |
| 2.  | "Ambrosia"                         | 3:05    |
| 3.  | "Pathetic, Ordinary"               | 4:00    |
| 4.  | "Alchemy Sounded Good At the Time" | 4:13    |
| 5.  | "Daggers Speak Louder Than Words"  | 3:27    |
| 6.  | "Last Three Letters"               | 3:32    |
| 7.  | "Apology"                          | 5:17    |
| 8.  | "Tilting the Hourglass"            | 3:48    |
| 9.  | "This Conversation Is Over"        | 3:23    |
| 10. | "Congratulations, I Hate You"      | 4:02    |
| 11. | "Third Temptation of Paris"        | 3:42    |
| 12. | "Siren's Soliloquy"                | 4:00    |
| 13. | "Nero's Decay"                     | 4:26    |

Bonus tracks
| Nr | Tytuł             | Długość |
| -- | ----------------- | ------- |
| 1. | "Early Mourning"  | 3:54    |
| 2. | "Apology" (Remix) | 3:59    |